# Вакцинное восстание
Вакцинное восстание (порт. Revolta da Vacina) было периодом гражданских беспорядков, произошедших в городе Рио-де-Жанейро, Бразилия, 10–18 ноября 1904 года.

## Предыстория
В начале 20 века город Рио-де-Жанейро, тогдашняя столица Бразилии, хотя и славился своими дворцами и особняками, страдал от серьезных недостатков в основной инфраструктуре. К таким проблемам относились неразвитая система водоснабжения и канализации, нерегулярный сбор мусора и переполненные жилища. В этой среде распространилось множество болезней, включая туберкулез, корь, тиф и проказу. Иногда вспыхивали эпидемии желтой лихорадки, оспы и бубонной чумы. Жёлтая лихорадка была самой серьезной из этих трех: в период с 1850 по 1908 год она унесла жизни около 60 000 жителей Рио-де-Жанейро. Хотя были периоды передышки от этой конкретной болезни, они почти всегда омрачались меньшими вспышками других. В 1902 году президент Родригеш Алвеш выступил с инициативой по оздоровлению, модернизации и благоустройству города. Он предоставил мэру города Перейре Пассосу и генеральному директору здравоохранения доктору Освальду Крусу большие полномочия по радикальным улучшениям в сфере общественной санитарии.
Мэр инициировал обширную программу городских реформ, получившую в народе название Bota Abaixo («Сломай это»), в отношении сноса старых зданий и многоквартирных домов с последующим преобразованием местности в величественные проспекты, сады и современные дома и предприятия. Это привело к росту жилищной платы и перемещению тысяч бедняков и рабочего класса в периферийные районы, что, естественно, привело к тому, что они стали возмущаться городским правительством и с подозрением относиться к тому, что оно может потребовать от них в ближайшем будущем. Со своей стороны, доктор Крус создал Brigadas Mata Mosquitos (Бригады по уничтожению комаров), группы санитарных работников, которые заходили в дома, чтобы истребить комаров, переносивших желтую лихорадку. В рамках кампании также распространялся крысиный яд, чтобы остановить распространение бубонной чумы, и от населения требовалось надлежащее хранение и сбор мусора.

## Восстание
Чтобы искоренить оспу, доктор Крус, ставший к тому времени директором Федерального института сывороточной терапии, созданного незадолго до того специально для производства вакцин, убедил Конгресс одобрить Закон об обязательной вакцинации от оспы от 31 октября 1904 года, разрешающий санитарным бригадам в сопровождении полиции входить в дома и прививать жильцов силой. Закон предписывал, что невакцинированным нельзя будет получить образование, жениться, пользоваться общественным транспортом и получить работу, а также им нужно будет платить штрафы.

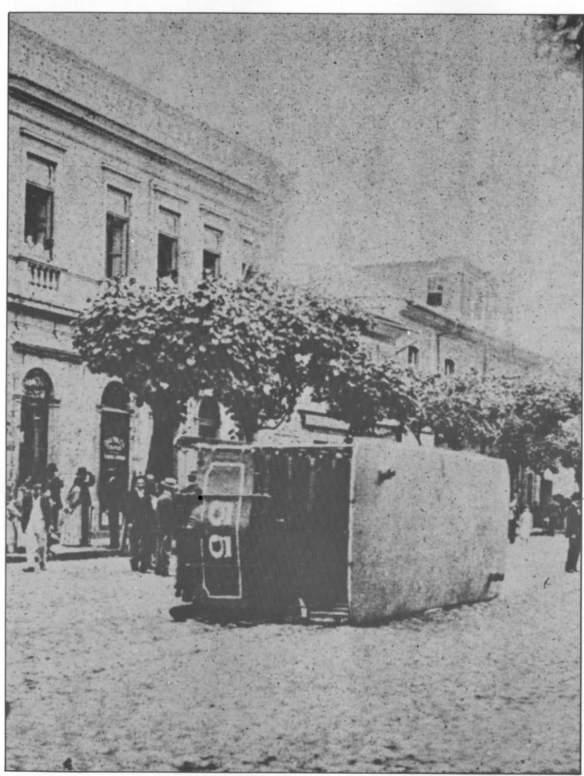
Перевёрнутый трамвай во время восстания.

К этому времени население Рио-де-Жанейро было растерянным и возмущённым. Многие жители потеряли свои дома из-за новой застройки, в то время как в дома других вторгались медицинские работники и полиция. Статьи в прессе критиковали действия правительства и говорили о возможных рисках вакцины. Более того, ходили слухи, что вакцину нужно будет ввести в «интимные части» тела (или, по крайней мере, что женщинам придется раздеться, чтобы сделать прививку), что вызвало еще большее возмущение среди консервативных низов и ускорило последовавшее восстание. Многие бразильские интеллектуалы также выступили против закона, в том числе позитивистская церковь, медицинские ассоциации и значительная часть Национального конгресса. Хотя большинство этих возражений было вызвано предполагаемыми нарушениями прав человека, вакцинация в то время была предметом споров и в мировом научном сообществе.
5 ноября оппозиция создала Liga Contra a Vacina Obrigatória (Лига против обязательной вакцинации). Сформированная коалицией разных сил — радикальных республиканских политиков, монархистской фракции в армии и журналистов, эта лига впоследствии начала вербовать профсоюзных активистов на больших собраниях. Насилие началось, когда несколько молодых людей, покинувших одно из этих собраний, поспорили с полицейским и были немедленно арестованы. Разъярённые свидетели этого инцидента осадили полицейский участок, в который были доставлены арестованные, и продолжили драку с кавалерийскими офицерами, привлечёнными для разгона рассерженной толпы.
С 10 по 14 ноября Рио-де-Жанейро погрузился в насилие, и каждая сторона в конфликте закрепилась на своих позициях. Мятежники грабили магазины, переворачивали и жгли трамваи, строили баррикады, выламывали рельсы, ломали столбы и уличные фонари, а также атаковали федеральные войска с камнями, палками, ножами и украденным оружием. Заводские рабочие восстали на своих рабочих местах на окраинах города, в то время как обнищавшие и изгнанные горожане пытались захватить контроль над центром города. К 13 ноября требования против вакцинации всё чаще сменялись протестами против городских властей вообще. Успех оппозиционных сил достиг своего апогея 14 ноября, когда курсанты Военной школы Прайя Вермелья подняли мятеж против президента Алвеша за его отказ от условий, представленных ему в замаскированном ультиматуме, в котором группа заговорщиков попыталась воспользоваться ситуацией для переворота. К курсантам присоединилась часть посланных против них войск. Однако марш курсантов к президентскому дворцу был сорван, когда их потенциальные союзники в Школе подготовки и тактики Реаленгу были арестованы до того, как смогли начать действовать. В ответ правительство 16 ноября приостановило обязательную вакцинацию и объявило осадное положение. Его силы успешно вытеснили повстанцев из их опорных пунктов, начиная с 15 ноября и заканчивая 18 ноября после периода изнурительных рукопашных боев в районе Сауде. Восстание было подавлено, в результате него 30 человек погибли и 110 были ранены.

## Последствия
Несмотря на относительно быстрое поражение, восстание убедило мэра и его кабинет временно отказаться от программы принудительной вакцинации. Однако в конечном итоге эта уступка оказалась весьма недолговечной, поскольку через несколько лет политика принудительной вакцинации была возобновлена. Какие бы народные протесты или прогрессивные идеалы не выражали движение против вакцинации и его союзники, они были полностью отброшены, поскольку после восстания процессы неравномерного экономического развития и джентрификации продолжали ускоряться. Профсоюзы подвергались серьезной маргинализации, все чаще отвергались политическими элитами и средним классом как противники модернизации. Более того, экономическое влияние собственно бразильских рабочих еще больше уменьшилась, поскольку в Рио-де-Жанейро ежегодно приезжало все большее количество иностранных рабочих. Сенатор Лауру Содри, известный критик обязательной вакцинации, который сотрудничал с Сильвейрой, чтобы утвердиться в качестве нового президента Бразилии, впоследствии стал номинальным главой оппозиции Родригешу Алвешу.
Наказания, применяемые к участникам гражданского конфликта, существенно различались в зависимости от политического, социального и экономического статуса. Выжившие кадеты военной школы были амнистированы, несмотря на то, что они вместе с Содри и видными членами позитивистской церкви фактически совершили государственную измену. Бедным рядовым участникам восстания повезло гораздо меньше, так как многие сотни были депортированы как в офшорный центр содержания под стражей Илья-дас-Кобрас, так и в приграничный район Акри. Те, кого доставили на эту далекую территорию, были отправлены на борту «прибрежных пакетботов», где, как утверждалось, они находились в ужасных условиях. Из 945 арестованных в Акри была сослана почти половина.
К сожалению для жителей Рио-де-Жанейро, в городе произошли новые вспышки оспы после прекращения программы обязательной вакцинации. Последней каплей, которая побудила отменить эту уступку в 1909 году, стала особенно жестокая эпидемия в предыдущем году, унесшая жизни 9000 жителей. Международное медицинское сообщество в целом отнеслось к усилиям Круса в этом деле с большим сочувствием; в 1907 году 14-й Международный конгресс по гигиене и демографии в Берлине наградил его своей золотой медалью. Федеральный сывороточно-терапевтический институт, в котором работал Крус, также был переименован в Институт Освальду Круса в его честь.